# Tode Monge
Tode Monge – szósty chan Złotej Ordy w latach 1280-1287. 
Był bratem i następcą Monge Timura i wnukiem Batu-chana. Za jego panowania Złota Orda utrzymywała przyjazne stosunki z mameluckim Egiptem. W 1283 chan przeszedł na islam. Główną rolę za jego panowania odgrywaj Nogaj. Za jego panowania doszło do kolejnego najazdu Mongołów na Węgry (1284/1285). W 1287 abdykował na rzecz swojego bratanka, Tole Buki. 